# Breg Mokrički
Breg Mokrički je naseljeno mjesto u Republici Hrvatskoj u Zagrebačkoj županiji. 

## Zemljopis
Administrativno je u sastavu grada Svetog Ivana Zeline. Naselje se proteže na površini od 1,70 km². 

## Stanovništvo
Prema popisu stanovništva iz 2001. godine u naselju živi 51 stanovnik i to u 16 kućanstava. Gustoća naseljenosti iznosi 30 st./km².
| broj stanovnika | 39    |       |       |       | 52    | 68    | 86    | 99    | 65    | 59    | 65    | 67    | 68    | 59    | 51    | 45    | 46    |
|                 | 1857. | 1869. | 1880. | 1890. | 1900. | 1910. | 1921. | 1931. | 1948. | 1953. | 1961. | 1971. | 1981. | 1991. | 2001. | 2011. | 2021. |